# Helmut Oblinger
Pour les articles homonymes, voir Oblinger.
Helmut Oblinger (né le 14 mars 1973 à Schärding) est un kayakiste autrichien pratiquant le slalom.

## Biographie
Sa femme, Violetta, a remporté la médaille de bronze du K1 aux Jeux de Pékin, en 2008.

## Palmarès

### Jeux olympiques
- 8e en K1 en 2012 à Londres.
- 7e en K1 en 2008 à Pékin.
- 13e en K1 en 2004 à Athènes.
- 4e en K1 en 2000 à Sydney.
- 28e en K1 en 1996 à Atlanta.

### Championnats du monde de canoë-kayak slalom
- Médaille de bronze en K1 en 2003 à Augsbourg

### Championnats d'Europe de canoë-kayak slalom
- Médaille de bronze en relais 3xK1 en 2012 à Augsbourg
- Médaille d'or en K1en 2005 à Tacen
- Médaille d'argent en K1 2002 à Bratislava
- Médaille de bronze en relais 3xK1 en 1996 à Augsbourg